# Église Saint-Martin d'Achery

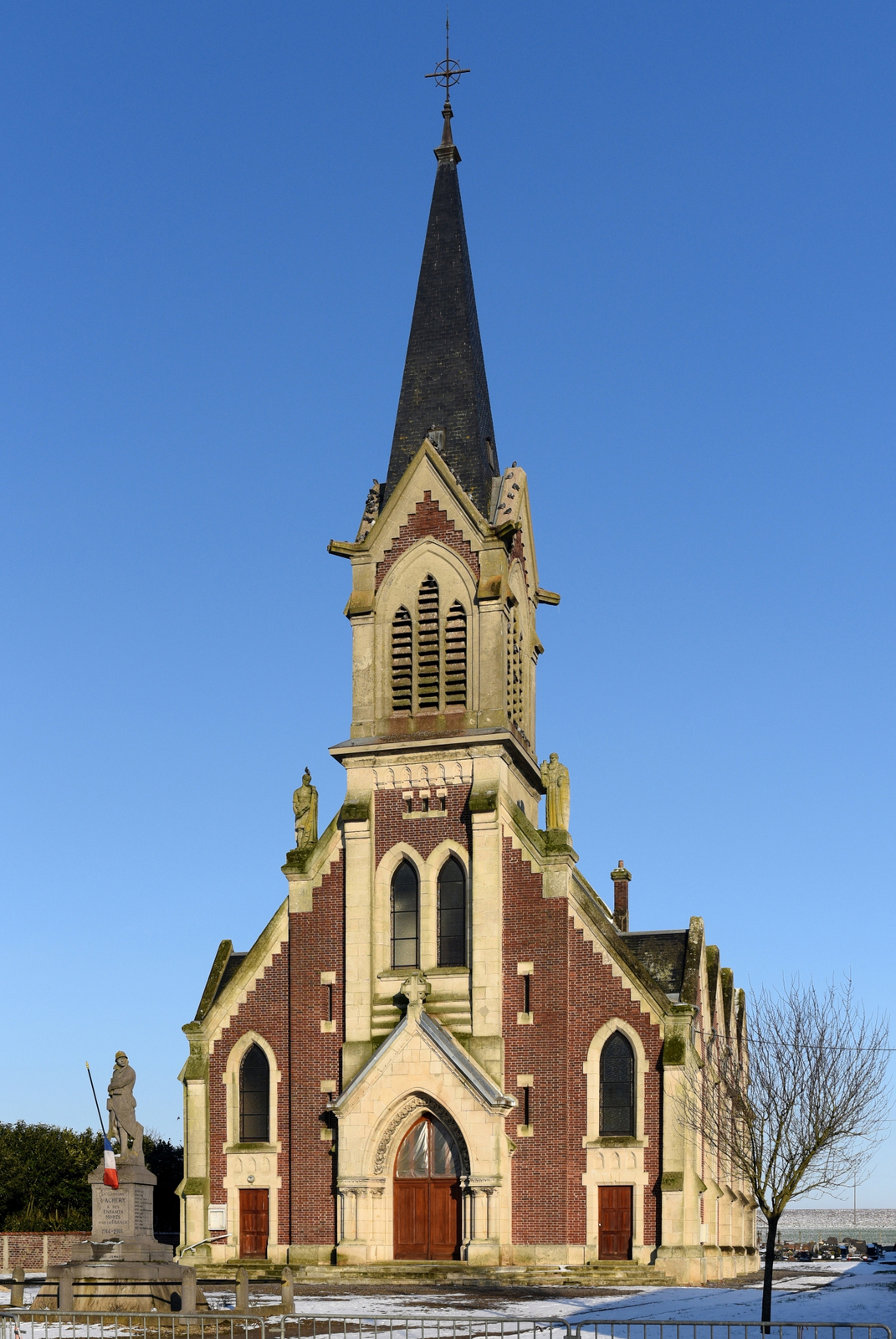
Église d'Achery.

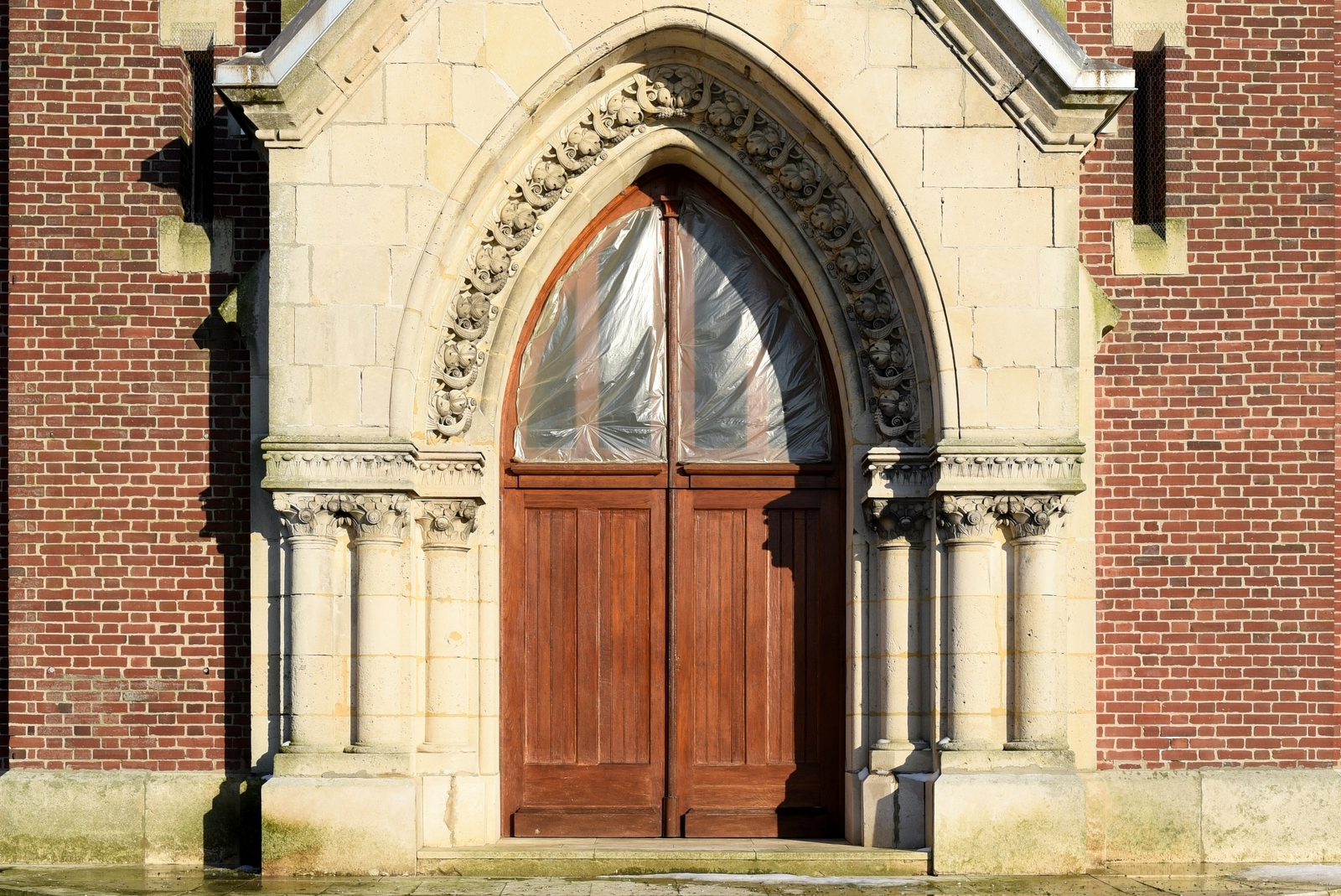
Portail néogothique de l'église.

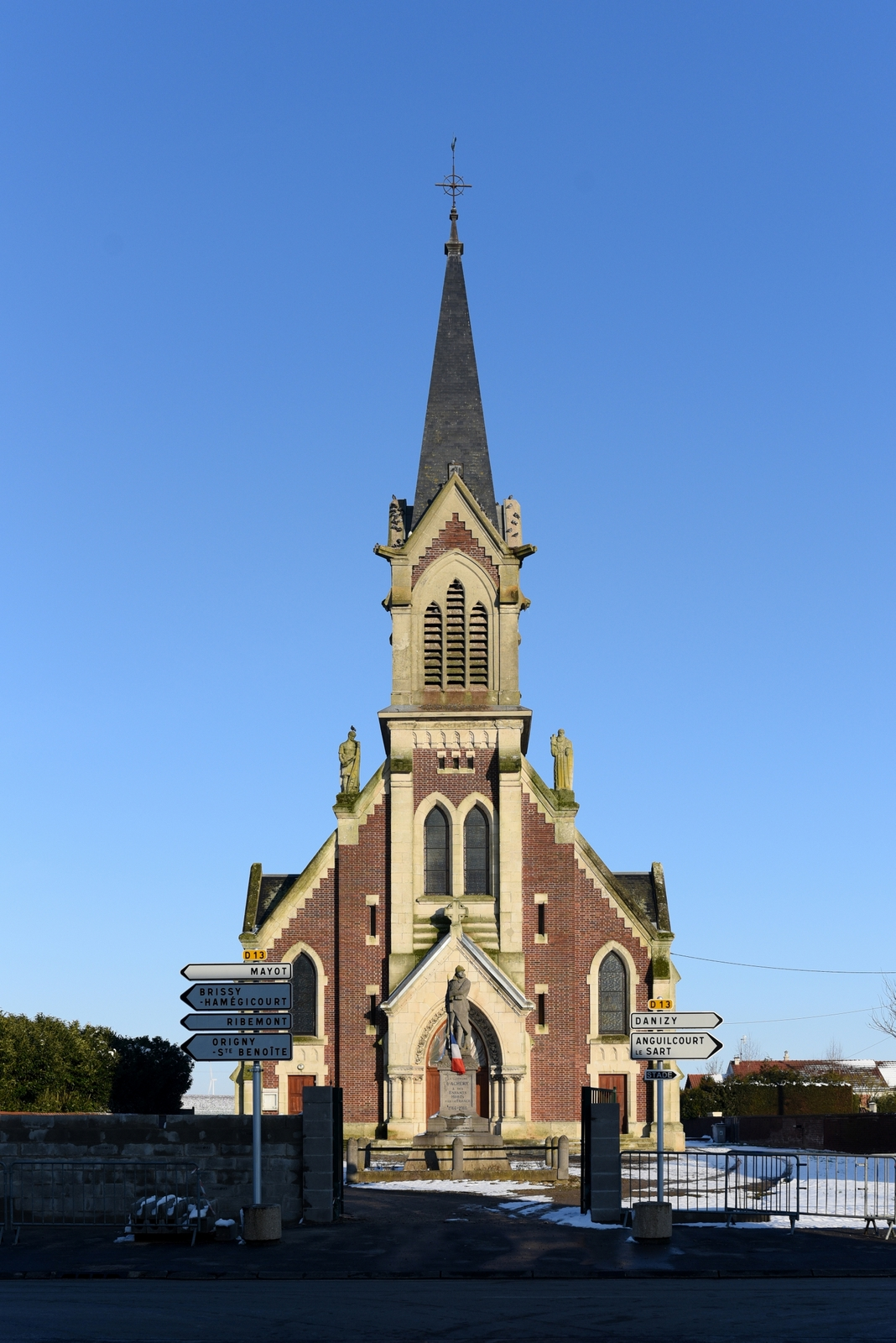
Façade de l'église depuis la rue Jules-Lesage.

L'église Saint-Martin d'Achery est une église située à Achery, dans le département de l'Aisne en France.

## Localisation
L'église est située sur la commune d'Achery, dans le département de l'Aisne.

## Historique
Le village est anéanti pendant la Première Guerre mondiale, son église comme le village est reconstruite après la guerre.